# Gazanfer Bilge
Gazanfer Bilge (Karamürsel, 23 luglio 1924 – Istanbul, 20 aprile 2008) è stato un lottatore turco, specializzato nella lotta libera.

## Palmarès
- Giochi olimpici

Londra 1948: oro nei pesi piuma.
- Europei

Stoccolma 1946: oro nei pesi piuma.